# Vympel R-73
Vympel R-73 (tên ký hiệu của NATO: AA-11 Archer) là một loại tên lửa không đối không tầm ngắn được Vympel NPO phát triển. Nó được thiết kế để sử dụng trong các cuộc không chiến tầm gần.

## Phát triển
R-73 được phát triển nhằm thay thế cho tên lửa Molniya R-60 (AA-8 'Aphid') được sử dụng trên các máy bay chiến đấu của Liên Xô trước đây. Công việc thiết kế bắt đầu vào năm 1973, và tên lửa bắt đầu trang bị vào năm 1984.
R-73 là một tên lửa dẫn đường bằng hồng ngoại (tìm kiếm mục tiêu tỏa nhiệt) với đầu dò rất nhạy và được làm lạnh, tên lửa có khả năng tấn công mục tiêu với góc lệch so với tên lửa lớn: đầu dò tên lửa có thể phát hiện mục tiêu với góc lệch lên đến 40° từ tâm của tên lửa. Tên lửa có thể hiển thị vòng khóa mục tiêu lên kính ngắm trên mũ phi công (HMS), cho phép phi công khóa mục tiêu bằng cách nhìn vào nó. Tầm bắn tối thiểu là 300 m, trên độ cao lớn tầm bắn tối đa của nó có thể đạt đến 30 km. Loại tên lửa này được sủ dụng trên các loại máy bay: Mikoyan MiG-29, Mikoyan MiG-31, Sukhoi Su-27/33, Sukhoi Su-34 và Sukhoi Su-35, nó cũng có thể được trang bị trên các phiên bản mới của những máy bay cũ hơn như: Mikoyan-Gurevich MiG-21, Mikoyan-Gurevich MiG-23, Sukhoi Su-24 và Sukhoi Su-25. Ấn Độ đang tìm cách để trang bị loại tên lửa này lên tiêm kích HAL Tejas của họ. Các trực thăng tấn công của Nga cũng có thể mang theo loại tên lửa này, bao gồm: Mil Mi-24, Mil Mi-28 VÀ Kamov Ka-50/52.
Một thời gian ngắn sau Tái thống nhất nước Đức vào năm 1990, kho dự trữ của Đức và các nước Liên Xô cũ có một lượng rất lớn tên lửa R-73, tuy nhiên, các nước phương tây đã đánh giá thấp khả năng của loại tên lửa này. Thực chất, tên lửa R-73 có khả năng cơ động tốt hơn và có đầu dò phát hiện và bám bắt mục tiêu tốt hơn phiên bản mới nhất của tên lửa AIM-9 Sidewinder. Việc nhận ra sai lầm này đã giúp phát triển các loại tên lửa mới như: ASRAAM, IRIS-T và AIM-9X.
Từ năm 1994, các tên lửa R-73 đã được nâng cấp lên thành phiên bản R-73M, phiên bản này được đưa vào phục vụ trong Không quân Nga từ năm 1997. Biên thể R-73M có tầm bắn xa hơn và góc tìm kiếm mục tiêu của đầu dò tên lửa được tăng lên 60°, cũng như cải thiện khả năng Đối phó với biện pháp đối phó hồng ngoại (IRCCM). Quá trình nâng cấp sâu cũng tạo ra biến thể R-74 (izdeliye 740) và biến thể xuất khẩu RVV-MD.
Phiên bản R-74 (K-74 hay izdeliye 740) có hệ thống điện tử mới và chuơng trình máy tính có thể được sửa đổi, được dự định trang bị trên Mikoyan MiG-35, Mikoyan MiG-29K, Mikoyan MiG-29M/M2. Sukhoi Su-30MK và Sukhoi Su-35S. Một phiên bản nâng cấp khác là K-74M2 (izdeliye 760) được thiết kế cho tiêm kích thế hệ thứ 5 Sukhoi Su-57. Biến thể này làm tên lửa có tiết diện nhỏ hơn để vừa với khoang vũ khí trong thân và hiệu năng ngang với các tên lửa AIM-9X và ASRAAM. Một bản thiết kế mới có tên K-MD (izdeliye 300) sẽ thay thế cho biến thể K-74M2 trong tương lai.
Ngày 24 tháng 2 năm 1996, 2 chiếc Cessna 337 của tổ chức Brothers to the Rescue đã bị bắn hạ khi bay qua hải phận quốc tế cách 10 hải lí ngoài không phận Cuba bởi một chiếc Mikoyan MiG-29UB của Không quân Cuba. Mỗi chiếc đã bị bắn hạ bởi một tên lửa R-73.
Trong Chiến tranh Eritrea–Ethiopia, tên lửa R-73 đã được sử dụng bởi cả Ethiopia và Eritrea.
Ngày 18 tháng 3 năm 2008, một chiếc Mikoyan MiG-29 của Không quân Nga đã đánh chặn một máy bay không người lái Elbit Hermes 450 của Georgia bay qua Abkhazia. Một tên lửa R-73 đã được dùng để bắn hạ máy bay không người lái này.
Ngày 27 tháng 2 năm 2019, Ấn Độ đã tuyên bố rằng một chiếc MiG-21 của Không quân Ấn Độ đã bắn hạ một chiếc F-16 của Pakistan bằng một tên lửa R-73E trong Cuộc không kích Jammu và Kashmir 2019. Pakistan đã phủ nhận sự việc này.
- R-73 - Phiên bản tiêu chuẩn với góc phóng lệch lâm ±40°
- R-73E - Phiên bản xuất khẩu với góc phóng lệch tâm được tăng lên ±45°. Tên lửa có tầm bắn tối đa 30 km với đầu nổ nặng 8 kg.[12]
- R-73M - Phiên bản cải tiến
- R-74 (izdeliye 740) - Phiên bản cải tiến với góc phóng lệch tâm ±60°Mô hình của RVV-MD - biến thể xuất khẩu của R-74 và cũng là biến thể xuất khẩu có tính năng mạnh nhất của dòng R-73/-74 cho đến thời điểm hiện tại.

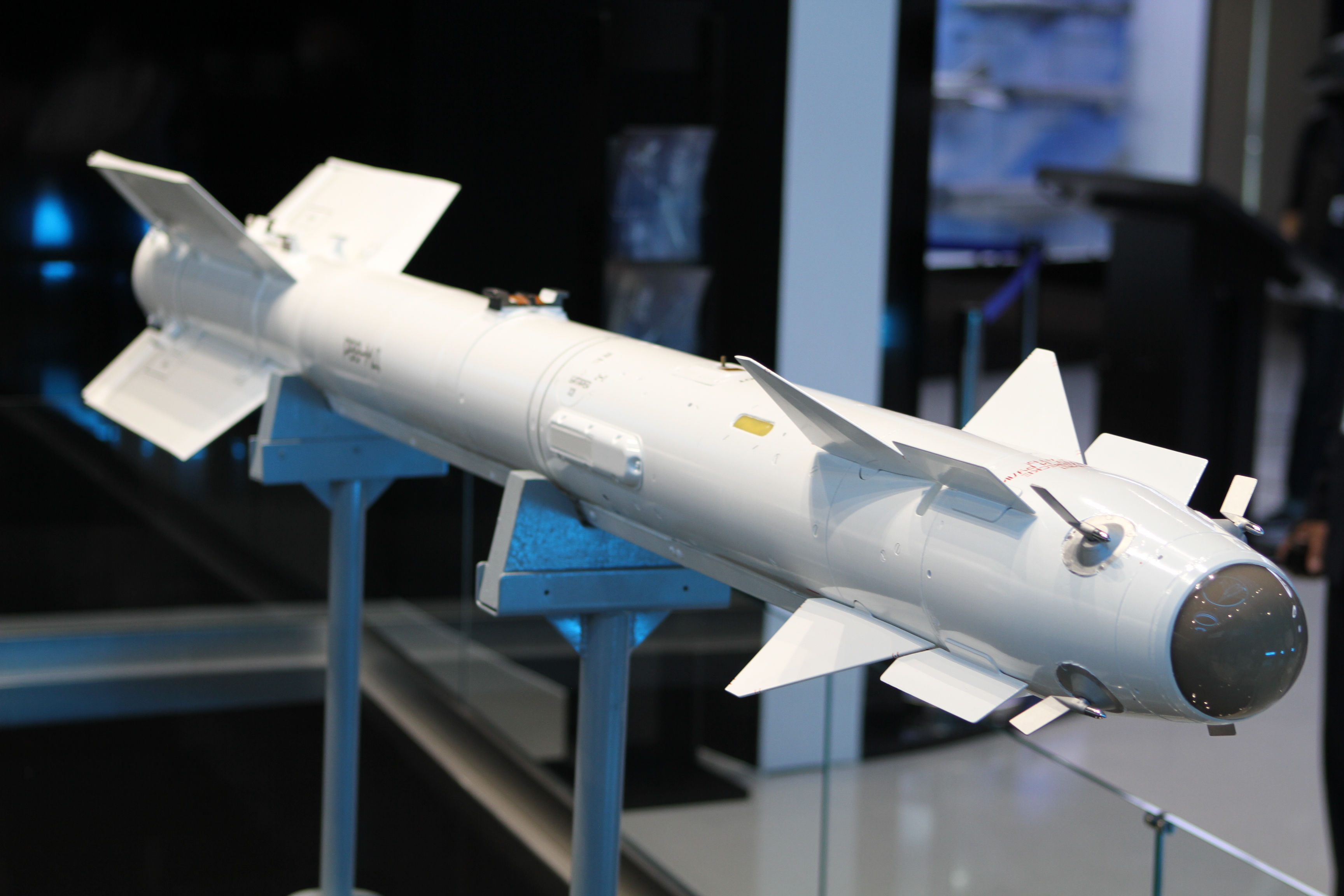
Mô hình của RVV-MD - biến thể xuất khẩu của R-74 và cũng là biến thể xuất khẩu có tính năng mạnh nhất của dòng R-73/-74 cho đến thời điểm hiện tại.

- RVV-MD - Phiên bản xuất khẩu của R-74 với tầm bắn 40 km và đầu nổ nặng 8 kg.[13]
- R-74M (izdeliye 750) -  Phiên bản cải tiến với góc phóng lệch tâm ±75°
- R-74M2 (izdeliye 760) - Phiên bản giảm kích thước để phù hợp với Sukhoi Su-57, tương đương với loại AIM-9X và ASRAAM.

- Chiều dài: 2900 mm
- Trọng lượng: 105 kg
- Đường kính: 170 mm
- Sải cánh: 510 mm
- Vận tốc tối đa: Mach 2.5
- Đầu nổ: 7,4 kg
- Cơ chế dẫn đường: Đầu dò hồng ngoại dẫn đường đa hướng (All-aspect)
- Nền tảng phóng: 
  - MiG-21 (các phiên bản nâng cấp), MiG-23-98, MiG-25, MiG-27, MiG-29, MiG-31, MiG-35
  - Su-24, Su-25, Su-27, Su-30, Su-33, Su-34, Su-35, Su-57 (trong tuơng lai)
  - Mi-24, Mi-28, Ka-50, Ka-52
  - Yak-141, Yak-130
  - HAL Tejas
  - Phiên bản sửa đổi F-14 của Không quân Cộng hòa Hồi giáo Iran

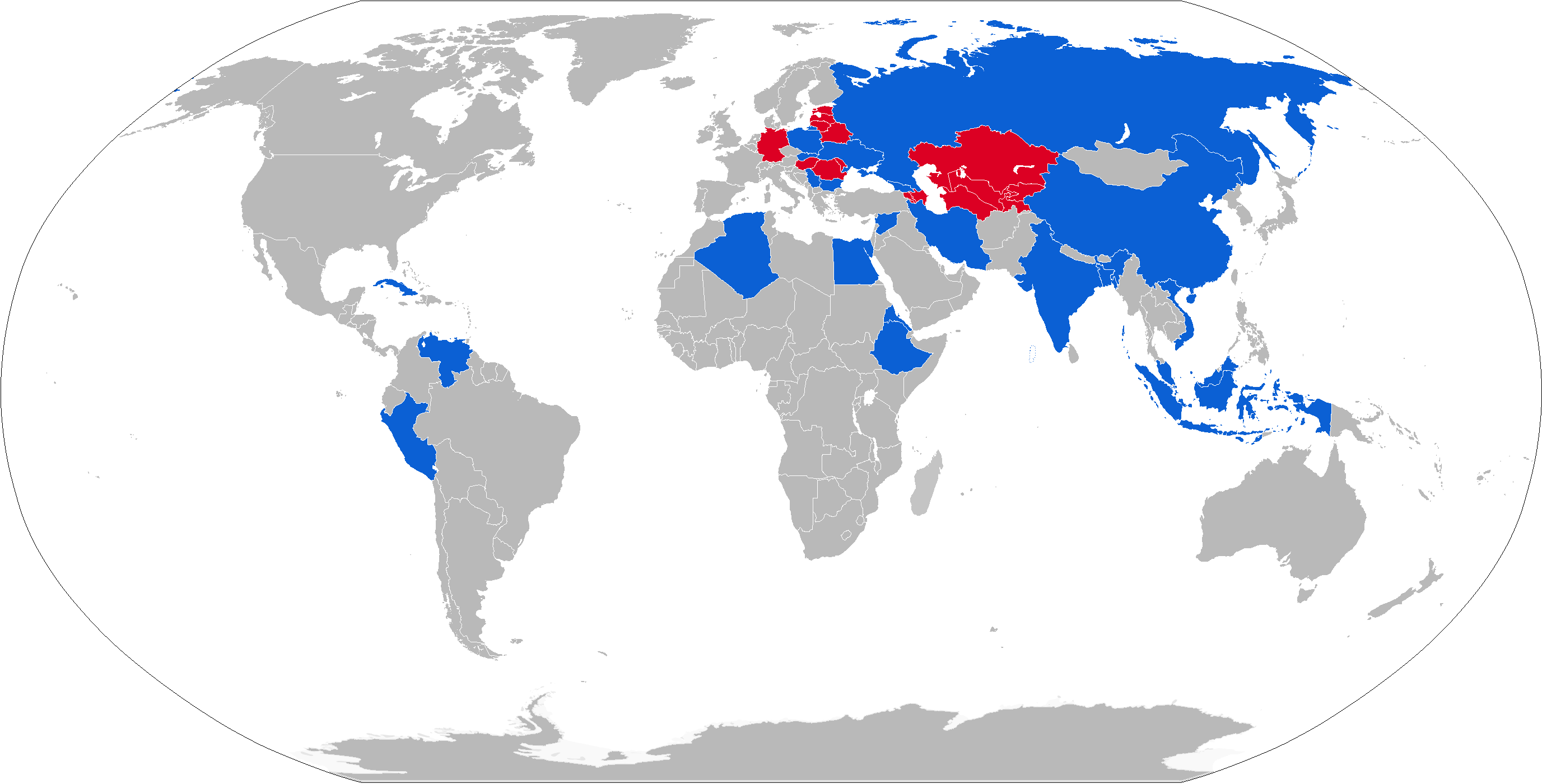
Bản đồ các quốc gia vận hành với màu xanh là đang vận hành, màu đỏ là các quốc gia từng vận hành

  - J-10

### Các quốc gia đang vận hành
- Algeria[14]
- Angola
- Bangladesh[15]
- Belarus
- Bulgaria
- Trung Quốc:[15] 264 - 285 tên lửa
- Cuba
- Ai Cập:[16] 300 tên lửa
- Eritrea
- Ethiopia
- Georgia[17]
- Ấn Độ:[15] 273 - 274 tên lửa
- Indonesia:[15] 278 tên lửa
- Iran
- Kazakhstan
- Malaysia:[15] 293 tên lửa
- Myanmar:[15] 297 tên lửa
- Triều Tiên:[15] 288 tên lửa
- Peru
- Ba Lan
- Nga
- Serbia
- Slovakia
- Syria
- Ukraine
- Venezuela
- Việt Nam:[15] 320 tên lửa
- Yemen

### Các quốc gia từng vận hành
- Đông Đức
- Đức
- Hungary
- Romania
- Cộng hòa Liên bang Xã hội chủ nghĩa Nam Tư
- Liên Xô